# Granum catalogi praesulum Moraviae
Granum catalogi praesulum Moraviae (Jádro katalogu moravských biskupů) je stručný přehled moravských biskupů, který končí volbou biskupa Pavla z Miličína v roce 1433. Není jasné, kdo je jeho autorem, spis byl pravděpodobně napsán jedním z olomouckých kanovníků po roce 1433, je dokonce možné, že ho napsal sám biskup Pavel z Miličína.

## Popis
Autor čerpal jistě z prací kronikářů doby Karla IV., použil zejména kroniku Příbíka Pulkavy z Radenína, ale pravděpodobně i nepsanou moravskou tradici a olomoucké nekrologium z roku 1263.  Jako pramene pro sestavení svého seznamu olomouckých biskupů s životopisy jej použil olomoucký humanista Augustin Olomoucký.

## Edice a překlady
- Loserth Joseph, Das Granum Catalogi praesulum Moraviae nach Handschriften des olmützer Domkapitelarchivs, AÖG 78, Wien 1892. Edice je přístupná i v elektronické podobě.
- Granum catalogi praesulum Moraviae, in: Katalog moravských biskupů, arcibiskupů a kapitul staré a nové doby, Olomouc 1977, s. 5-33 (Překlad: Vojtěch Gaja, s úvodem Bohumila Zlámala).